# Francesco Saverio Seelos
Francesco Saverio Seelos (Füssen, 11 gennaio 1819 – New Orleans, 4 ottobre 1867) è stato un presbitero tedesco, missionario della Congregazione del Santissimo Redentore negli Stati Uniti. È venerato come beato dalla Chiesa cattolica.

## Culto
Papa Giovanni Paolo II lo ha proclamato beato il 9 aprile 2000; il suo elogio si legge nel Martirologio romano il 4 ottobre.